# Кунигунда од Бранденбурга
Принцеза Кунигунда (око 1247 – 1288/према другим изворима после 9. јуна 1292) војвоткиња од Бранденбурга. Била је ћерка, маркгроф Отон III од Бранденбурга (1215-1267), и чешке принцезе Беатрикс (†1286). Њена мајка је сестра краља Отакара II од Чешке. Била је члан династије Асканија.
На основу мира закљученог 1261. године, између угарског краља Беле IV и краља Отакара II, Била је верена за Белиног најдражег сина, принца Белу, а брак је склопљен 25. октобра 1264. године. Војвода Бела је, међутим, умро већ 1269. године, а удовица без деце се преудала девет година касније, 10. јануара 1278. за принца Валерана V од Лимбурга. Његен други брак такође је био без деце. После мужевљеве смрти (1279), вероватно се повукла у манастир.